# Hierogàmia

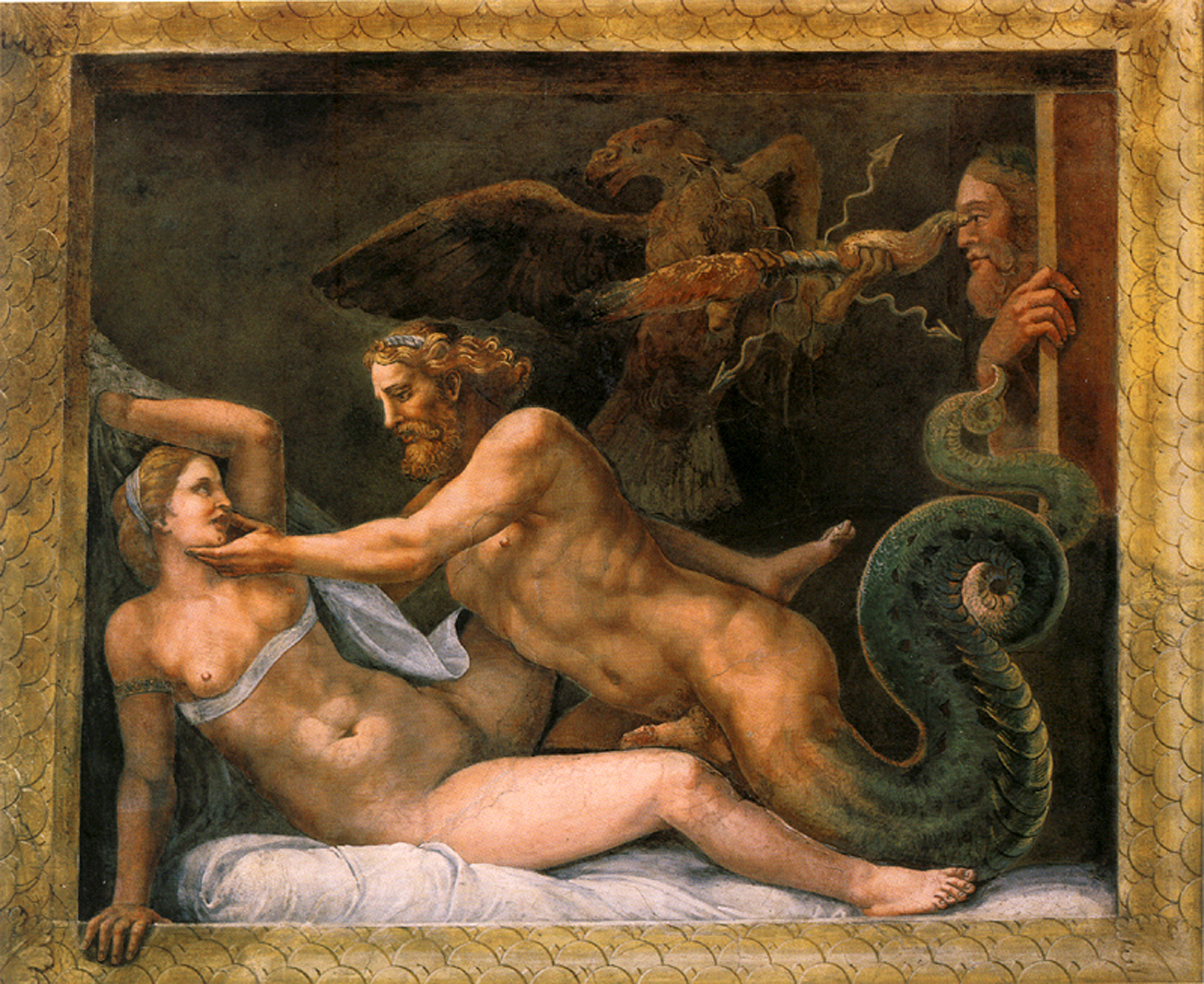
Júpiter sedueix a Olímpia. Fresc de Giulio Romano a Palazzo Te, Màntua

La hierogàmia o hieros gamos (del grec antic ιερογαμία, 'matrimoni sagrat'), que és sinònim de teogàmia (del grec antic θεογαμία, 'matrimoni diví'), és un ritu sexual on dos o més participants humans representen la sagrada unió o sizígia (conjunció) entre un déu i una deessa.
| «                                                                              | En general, l'orgia correspon a la hierogàmia. La unió de la parella divina ha de coincidir, a la terra, amb el frenesí generatiu il·limitat. […] L'excés representa una part precisa i saludable en l'economia sagrada. Trenquen les barreres entre l'home, la societat, la natura i els déus; ajuden a la circulació de la força, la vida, la germinació, d'un nivell a un altre, d'una àrea de la realitat a totes les altres. Es satisfà el que estava buit de substància, el fragment es reintegra a la unitat, les coses aïllades es fusionen amb la gran matriu universal. L'orgia fa circular energia vital i sagrada. | » |
| — Mircea Eliade, Tractat de la història de les religions, cap. IX, § 137, 2009 | |   |

La hierogàmia se situa en un marc simbòlic, sovint ritual, i relaciona l'activitat sexual amb un significat simbòlic o místic. Es pot descriure com la unió sexual de principis divins, però també com pràctiques rituals destinades a escenificar aquests fenòmens divins o simplement ritualitzar les relacions sexuals, on l'acte sexual té el valor d'un símbol místic.
La noció de hierogàmia no pressuposa necessàriament una prestació efectiva en els rituals, sinó que també s'utilitza en un context purament simbòlic o mitològic, particularment en alquímia i en la psicologia analítica junguiana.
El psicoanalista Carl Jung la situa entre altres símbols fonamentals universals de la humanitat, en el seu llibre Símbols de transformació.

## Història

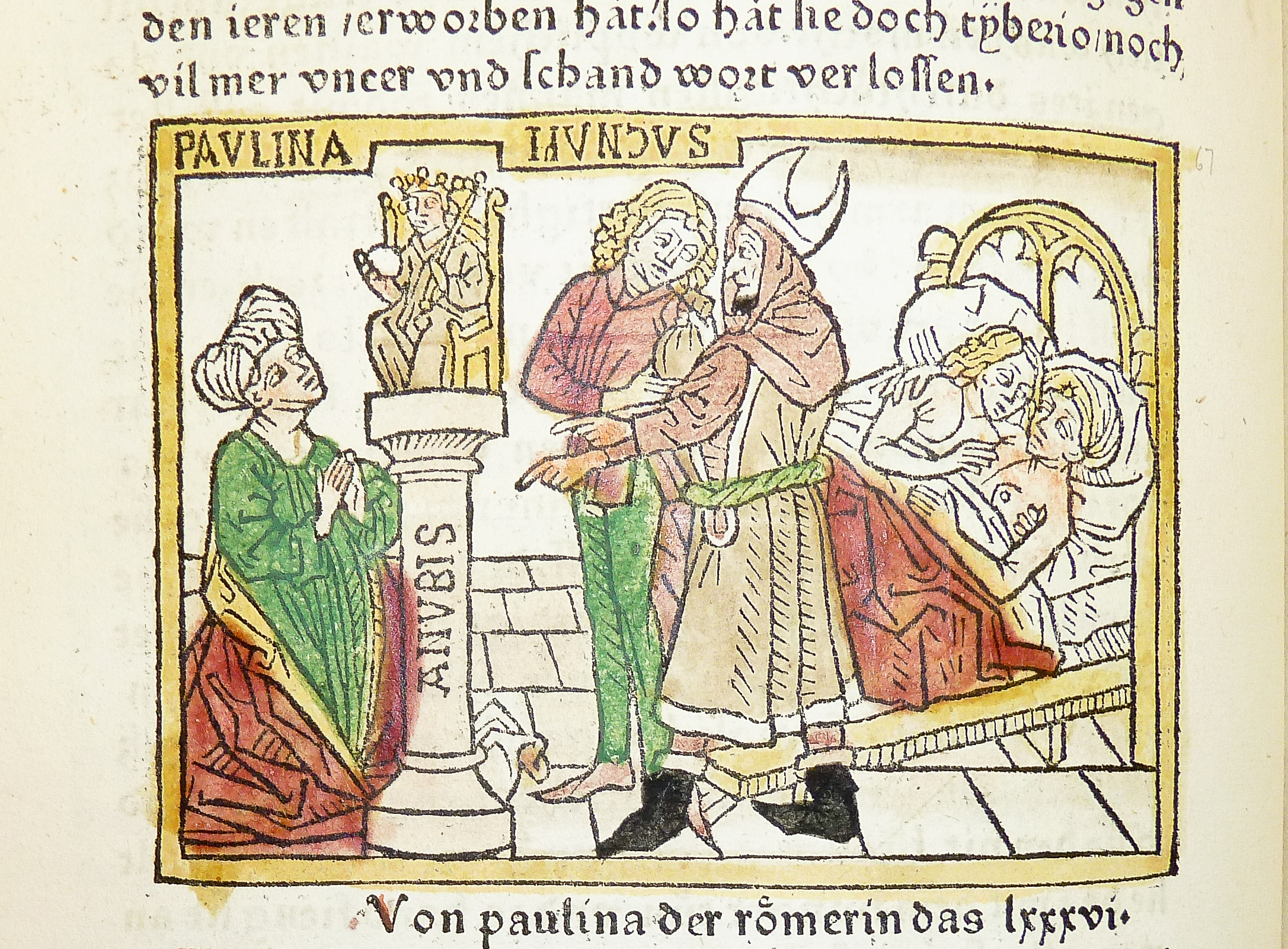
Representació en fusta de la història de Paulina i Decius Mundus, il·lustrant una versió de La història dels jueus de Flavi Josep

La hierogàmia és una noció molt antiga i es troba en moltes civilitzacions. La tradició transmet una infinitat d'exemples:
- A l'antic Egipte, Horus és el fruit de la unió d'Isis i el seu germà Osiris, fet que demostra que aquesta noció no té en compte la prohibició de l'incest.

- A Mesopotàmia, durant el ritu del matrimoni sagrat celebrat a Sumer a la primavera entre el tercer i segon mil·lenni aC, el rei (que substituïa el déu Dumuzi) s'unia amb la sacerdotessa (que representava a la deessa Ixtar).[4]

- A l'antiga Grècia, els mites de la hierogàmia sovint es refereixen als costums populars, i generalment se celebraven al camp prop dels rius. Hi ha molts exemples de hierogàmia: Demèter es va unir tres vegades amb l'heroi Iasió durant la temporada de sembra sobre el sòl d'un camp llaurat;[5][6] a l'illa de Samos se celebrava la hierogàmia durant la Tonaia (festival anual d'Hera) a prop del riu Imbrasos, entre els salzes utilitzats en el culte;[7] durant la Daidala de Beòcia es transportava la núvia divina en un carro rústic al mont Citeró.[8]

- A l'antiga Roma, durant del regant de Tiberi, l'escàndol de Decius Mundus, que va abusar de Paulina, qui es pensava que s'oferia al déu Anubis, va provocar la caiguda temporal del culte d'Isis i, finalment, al segle iv es va prohibir la pràctica de la hierogàmia.[9]

L'existència d'aquests rituals des de temps immemorials sovint ha deixat rastres en diverses cultures, la qual cosa ha conduït a acusacions de relacions incestuoses a diversos grups religiosos considerats herètics, com l'hel·lenisme, paulicianisme, bogomilisme, catarisme alevis o el dönme. Aquest ritu hierogàmic es va perpetuar en el cerimonial de moltes societats secretes.

## Tipus de hierogàmia
Es poden distingir dos tipus de hierogàmia: des del punt de vista ritual i des del punt de vista iniciàtic.

### Des del punt de vista ritual
En diverses tradicions paganes i neopaganes, on s'estableix una analogia entre la fertilitat de la terra i la fertilitat de les dones, la hierogàmia, molt freqüent a la nit anterior del 1r de maig (celebració de Beltane a la mitologia celta, i la nit de Walpurgis en el folklore germànic), és un ritu de fertilitat, que se suposa simbolitza la sembra de la llavor a la terra i l'afavoriment de les pluges.
Tanmateix, aquestes tradicions es refereixen a principis que es consideren divins.

### Des del punt de vista iniciàtic
En altres contexts, la hierogàmia pren la forma d'un ritu iniciàtic que permet als participants adquirir una profunda experiència religiosa a través de les relacions sexuals, que permeten l'accés a l'espiritualitat. Alguns experts ho veuen com una referència a la teoria neoplatònica que una ànima és originalment andrògina i que es divideix en dos parts durant l'encarnació a la terra, la seva part femenina entra en el cos d'una dona i la seva part masculina en un cos d'un home. Des d'aquest punt de vista, la plenitud espiritual només es pot trobar en la unió dels principis complementaris («syzygia») que ofereix una hierogàmia. No obstant això, no s'ha d'oblidar que la paràbola platònica de l'androgínia només existeix com un discurs refutat en el transcurs de la controvèrsia que apareix a El convit.
Aquesta visió es troba en el gnosticisme, que posa «l'assumpció syzygiàtica» (la unió del masculí i el femení) com un dels propòsits més alts de l'existència espiritual d'un ésser humà. En aquest sentit, podem citar el logion 22 de l'Evangeli de Tomàs (evangeli apòcrif cristià dels manuscrits de Nag Hammadi): 
| «                              | Jesús va veure a uns petits que mamaven. Va dir als seus deixebles: Aquests petits que mamen són semblants als que entren en el Regne. Ells li van dir: Llavors, si ens tornem petits, entrarem al Regne? Jesús els digué: Quan feu de dos un, i quan feu el que està dins com el que està fora i el que està fora com el que està dins, i el que està a dalt com el que està a baix, i quan feu, el mascle amb la femella, una sola cosa, de manera que el mascle no sigui mascle ni la femella sigui femella, quan feu ulls en lloc d'un ull i mans en lloc d'una mà i peus en lloc d'un peu, imatges en lloc de una imatge, llavors entrareu (en el Regne). | » |
| — Evangeli de Tomàs, logion 22 | |   |

## L'antic Orient Pròxim

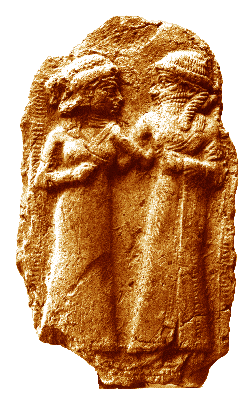
El matrimoni entre Inanna i Dumuzi

Generalment celebrat a la primavera, la hierogàmia es tracta d'un antic ritual simbòlic on els participants prenen les característiques dels déus, sovint actuant com a mediadors de les divinitats en qüestió. Amb la seva unió garanteixen la fertilitat a si mateixos, a la terra, i a la gent. El ritu solia ser practicat pel monarca i una sacerdotessa de la divinitat políade. Un antic exemple és el «matrimoni sagrat» entre el rei d'una ciutat sumèria, o «ensi», i la Gran Sacerdotessa d'Inanna, la deïtat de l'amor i de la guerra.
Al llarg dels marges del Tigris i l'Eufrates hi havia innombrables santuaris i temples dedicats a la deessa; el temple d'Eanna, que significa 'casa del cel' a Uruk, era el més gran d'aquests. La sacerdotessa, anomenada naditu, vivia en el temple i triava al jove que representaria al pastor Dumuzi, consort d'Inanna, per a realitzar una hierogàmia durant la cerimònia anual de l'arbre de Duku, poc abans de la primera lluna nova durant la festa de l'equinocci de tardor.
En els estudis sobre la religió i la mitologia sumèria, s'estableix que quan el sobirà Gudea va construir un temple, va reservar per al seu déu i per a la seva pàredra la sala en què es produiria la seva unió.
En la religió babilònica, el ritu tenia lloc durant el gran dia de l'Any Nou (Akītu o Zagmuk) i consistia en una hierogàmia, és a dir, la sagrada unió de Marduk amb la seva pàredra Sarpanitu, la conseqüència de la qual era renovar la vida humana, animal i vegetal sobre la terra.
En algunes inscripcions hi ha descripcions d'una hierogàmia: el déu inflamat pel desig es compara amb l'àguila que segueix amb l'aspecte d'un animal salvatge; quan surt del llit de núvia, es compara amb el sol que s'eleva sobre Lagaix. Hi ha troballes arqueològiques que documenten que el temple d'Ixtar a Assur va encunyar petits plats de plom que representaven una hierogàmia.
La prostitució sagrada era comuna a l'antic Orient Pròxim.
En la religió mesopotàmica, la unió carnal de déus o deesses amb mortals era un tema molt repetit, tant en la literatura (Epopeia de Guilgameix) com en ritus específics que tenien lloc en l'etemenanki, un espai destacat del ziggurat, on el déu (encarnat per l'ocasió en un sacerdot) jeia amb una dona. El ritual és descrit de forma escèptica per les fonts gregues (Heròdot, que el compara amb altres semblants de Tebes i Lícia):
| «                                                                                    | Als meus temps [el temple de Marduk a Babilònia] existia encara; era un quadrat, els cantons del qual feien dos estadis cadascun. Al centre del recinte del temple hi ha bastida una torrassa massissa, d'un estadi tant de llargada com d'amplària; sobre aquesta torrassa n'han bastida una altra, i sobre aquesta segona una tercera, i així successi-vament, fins al nombre de vuit. Per fora s'hi ha fet un accés circular a totes les torrasses. Quan hom és més o menys a la meitat de la pujada, hi troba un lloc amb seients per a reposar; els qui pugen s'hi asseuen i descansen. En l'última torrassa hi ha un gran temple: en el santuari hi ha un llit molt gran amb el parament a punt; al costat hi ha una tauleta d'or. Ara, no hi ha cap imatge de cap déu; en tal lloc no hi pot passar la nit cap mortal, tret de la dona del país que el déu s'hagi escollit d'entre totes. Si més no, és el que diuen els caldeus, que són els sacerdots d'aquest déu. És que aquesta gent diu —ara, jo no m'ho acabo de creure— que el déu en persona se'n va en aquest temple i que descansa en aquest llit, la qual cosa es correspon exactament amb el que diuen els egipcis quan parlen de Tebes d'Egipte: també en aquest lloc una dona dorm en el temple de Zeus; d'aquestes dues dones es diu que no tenen tractes amb homes. És el mateix que la sacerdotessa del déu de Pàtara, a Lícia, quan el déu s'hi presenta. En aquest últim lloc no sempre es donen oracles; quan el déu s'hi presenta, a la nit ella es tanca amb ell dins el temple. | » |
| — Heròdot d'Halicarnàs, Històries I, 181 i 182, traducció de Manuel Balasch i Recort | |   |

## L'antic Egipte
Al regne antic d'Egipte (3r mil·lenni aC), la unió sagrada entre el faraó i la summa sacerdotessa commemorava les noces de Nut (cel) i Geb (terra).

## Els celtes
A Irlanda, els celtes (segles iv - iii aC) tenien el costum pel qual la deessa de la Terra confiava el seu poder a un rei que designava a través d'una relació sexual.
Les fonts romanes descriuen els rituals hierogàmics de la religió celta (com el Lugnasad o «noces de Lug»), que després de la cristianització van passar a considerar-se pagans. Amb el Concili de Nicea I van ser condemnats i es va procurar la seva erradicació com a part de la tasca evangelitzadora. Aquests rituals incloïen balls i càntics que celebraven la unió sexual entre la dona i l'home.
Posteriorment van ser interpretats en el context de la revitalització celta (celtisme, new age, neopaganisme, wicca) com un acte de veneració a la dona i la seva capacitat «divina» de donar vida a un ésser humà, que atorga un especial interès a aquest tipus de rituals relacionant-los amb un anacrònic concepte de «matriarcat» i tota mena de mistificacions, com el paper que poguessin complir les dones en certes societats secretes (vegeu El codi Da Vinci, de Dan Brown).

## La mitologia grega i romana

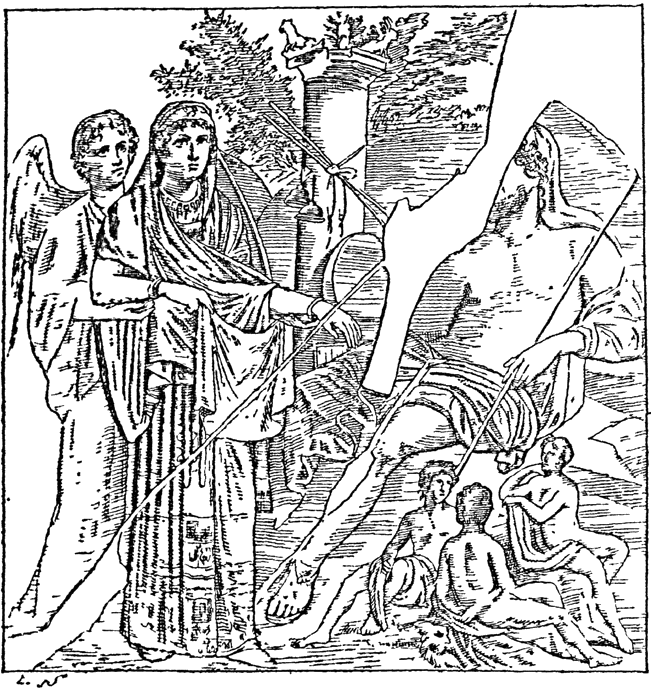
Hierogàmia d'Hera (acompanyada per Iris) i Zeus. Dibuix de 1900 d'un fresc trobat a Pompeia

Dins de la mitologia grega, l'exemple més clàssic de hierogàmia és el matrimoni de Zeus i Hera, celebrat a l'Herèon de Samos, i sens dubte entre els seus predecessors arquitectònics i culturals. Alguns erudits volen limitar el seu significat a la finalització d'una celebració, però la majoria accepten la seva extensió d'unió veritable o simulada per la promoció de la fertilitat.
Una altra antiga unió divina és la de Demèter amb Iasió, que van practicar el coit tres vegades sobre el sòl d'un camp llaurat, un aspecte primitiu d'una Demèter sexualment activa, descrit per Hesíode, originari de Creta, dins de la civilització minoica, un exemple molt primerenc del mite grec.
També són unions divines les d'Afrodita amb Ares, Apol·lo amb Dafne, Pan amb Siringa i Pitis, Orfeu amb Eurídice, i sobretot les que s'estableixen entre déus i mortals (metamorfosi de Zeus), que engendraven als herois (telegonia).
En posteriors cultes religiosos, Walter Burkert va trobar l'evidència grega «pobra i poc clara»: «Fins a quin punt un matrimoni sagrat no era només una forma de veure la naturalesa sinó un acte expressat o esmentat en el ritual és difícil de dir». L'exemple més conegut del ritual supervivent a la Grècia clàssica és la hierogàmia realitzada per l'esposa de l'arcont rei (arcont basileu) de l'antiga Atenes durant l'Antestèria; originalment, per tant, s'associava la reina d'Atenes amb el déu Dionís, presumiblement representat pel seu sacerdot o pel mateix basileu, a la festa de Boukoleion celebrada a l'àgora.;
La prostitució ritual de certes heteres gregues es realitzava en determinats temples, i se li atribuïa un caràcter sagrat.

## El cristianisme
En el cristianisme s'utilitza el simbolisme de Crist i l'Església com a espòs i esposa respectivament (sponsus et sponsa).
En la mística es va desenvolupar especialment el tema de la unió de l'ànima amb Déu en un matrimoni místic, expressat de vegades de forma molt explícita en la literatura (santa Teresa de Jesús, sant Joan de la Creu), per contrast amb la castedat dels matrimonis de la Mare de Déu: l'enllaç sobrenatural amb l'Esperit Sant (que segueix a l'Anunciació i amb el qual es realitza l'Encarnació) i l'enllaç terrenal amb sant Josep.

## El judaisme
En alguns texts místics de la càbala jueva, hi ha l'adopció d'un matrimoni místic entre Déu i la Shekhinah (שְׁכִינָה).

## El budisme tàntric

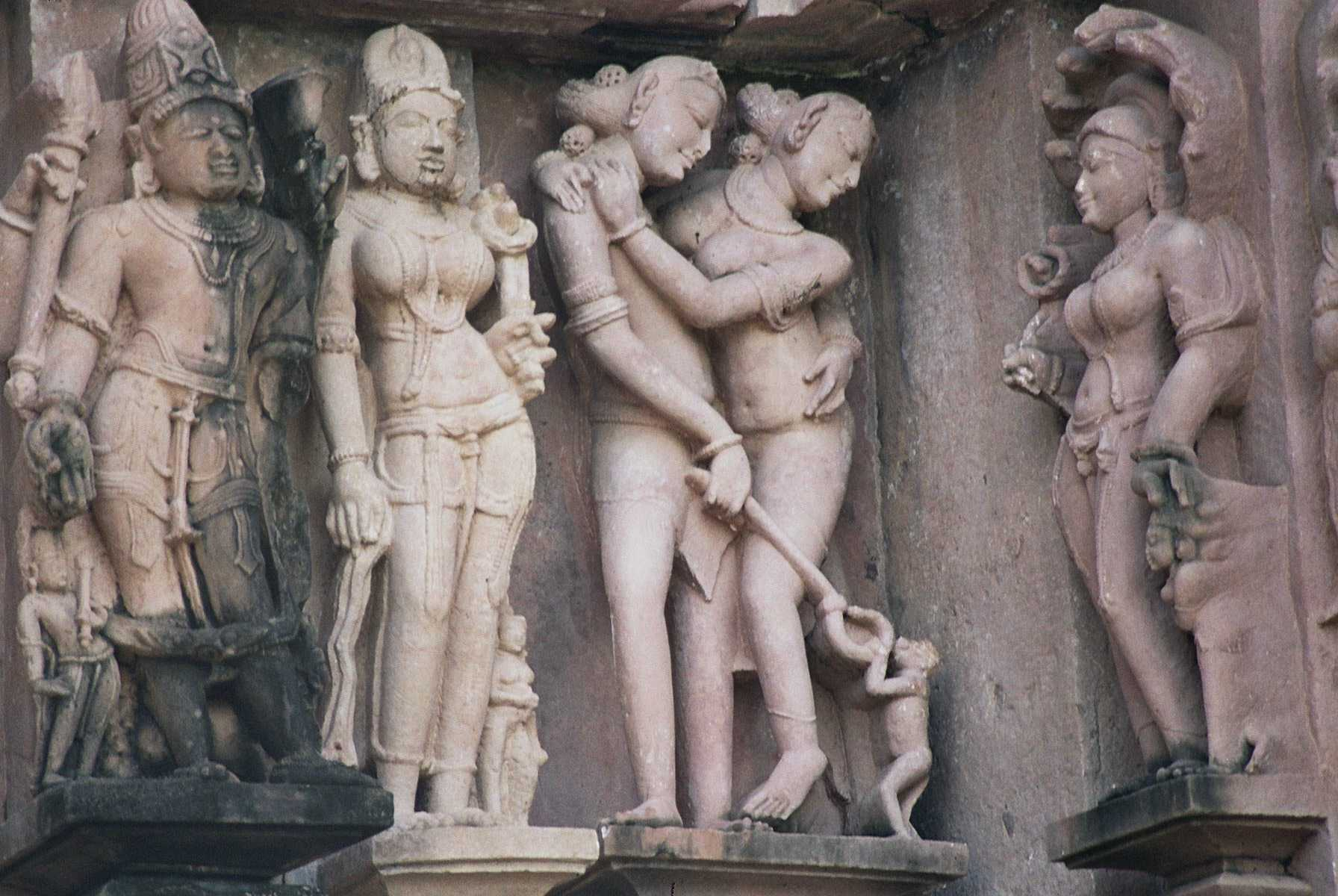
Escultura eròtica d'un temple de Khajuraho que representa la maithuna

En el budisme tàntric (en devangari: वज्रयान / vajrayana, 'vehicle del diamant') de Nepal, Bhutan, l'Índia i el Tibet, el yab-yum (literalment del tibetà, 'pare-mare') és un ritual realitzat per la deïtat masculina en unió amb el seu cònjuge. El simbolisme s'associa amb l'anuttarayoga tantra, on la figura masculina representa la compassió (karuṇā) i els mitjans (upāya), mentre que la parella femenina representa la saviesa (prajñā). El yab-yum és generalment destinat a representar la unió primordial (o mística) de la saviesa i la compassió.
Maithuna (en devanagari: मैथुन) és un terme de la llengua sànscrita utilitzada en el tantra que sovint es tradueix com a 'unió sexual' dins d'un context ritual. Representa la més important de les cinc makara (en sànscrit: मकर, 'monstre marí') de la mitologia hindú (la insígnia de la deïtat de l'amor de Kama) i és la part principal del Gran Ritual del Tantra, conegut com a Panchamakara, Panchatattva i Tattva Chakra. El simbolisme de la unió de la polaritat és un ensenyament central del budisme tàntric, especialment al Tibet. La unió la fa el professional com una experiència mística dins del propi cos.

## L'hinduisme

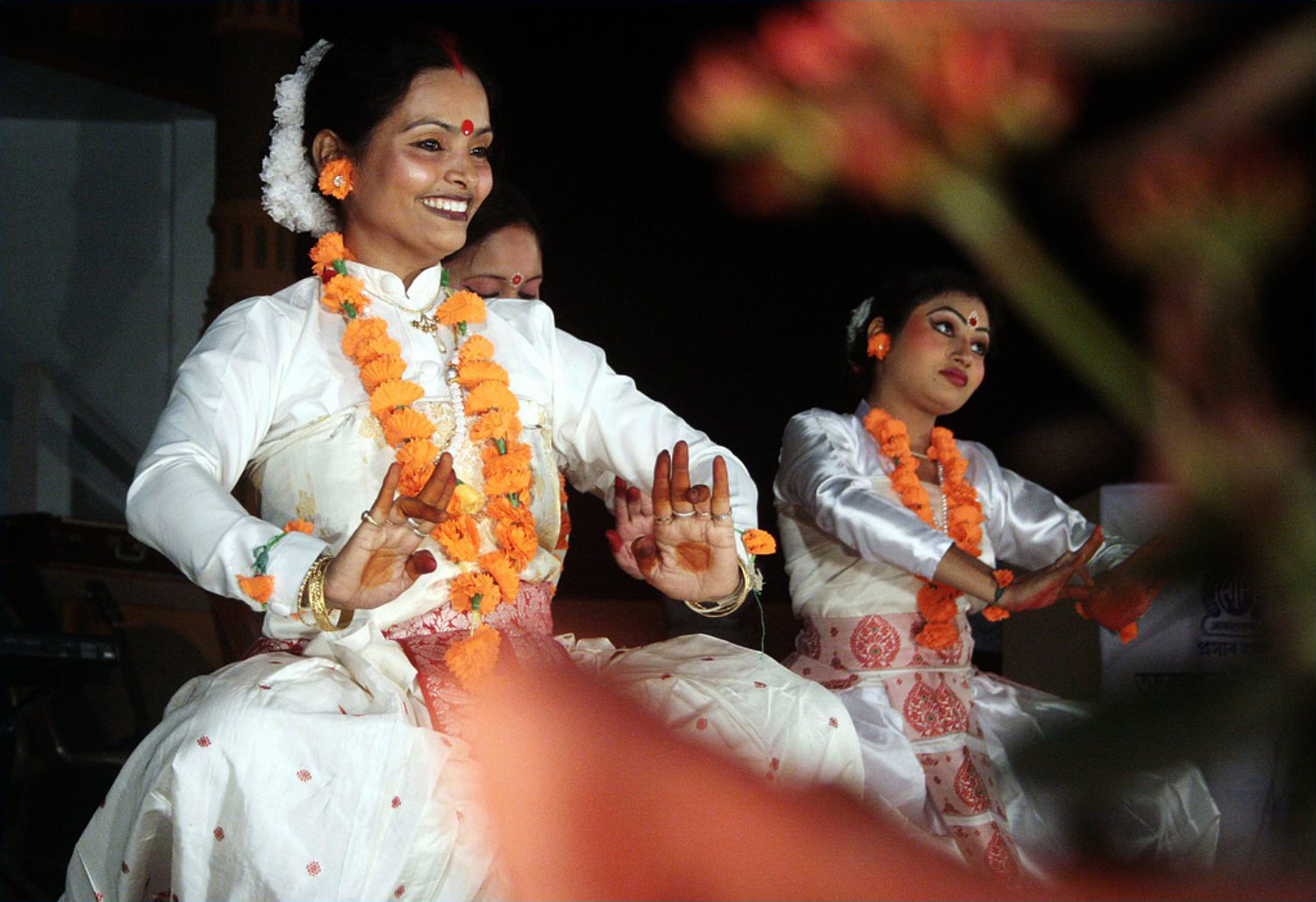
Dansa de les devadasi

En l'hinduisme, la tradició devadasi (en hindi: देवदासी / en kanarès: ದೇವದಾಸಿ, 'serventa de Déu') és una tradició religiosa en què les noies joves es «casen» i es dediquen a una divinitat (deva / देव o devi / देवी) o a un temple hindú, i inclou aspectes com residir temporalment dins del complex del temple. Originalment, a més de cuidar el temple i realitzar els rituals adequats, aquestes dones aprenen i practiquen el bharatanatyam, l'odissi i altres formes de dansa clàssica de l'Índia; aquestes tradicions artístiques gaudien d'un alt estatus social.
Encara que generalment realitzaven les seves danses per a lloar al seu Déu, amb el pas del temps van evolucionar fins a convertir-se en un veritable matrimoni sagrat.

## L'alquímia

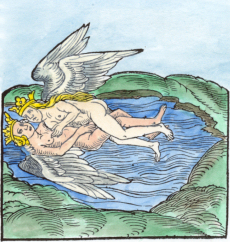
Representació de la fermentació alquímica com hierogàmia. Xilografia del del Rosarium philosophorum

La unificació que pot simbolitzar-se amb un matrimoni sagrat és un arquetip que es dona també en altres àmbits, molt diversos, com poden ser els mites de la reencarnació, les religions mistèriques i l'alquímia (que parla de la unificació o coniunctio del Sol i la Lluna); o el principi, encara més genèric, de la concordia oppositorum (concòrdia dels oposats), yin i yang (filosofia oriental) o yab-yum (budisme tàntric).

## La psicologia junguiana
La hierogàmia és un dels temes que Carl Jung ha tractat amb detall, especialment en el seu llibre Símbols de transformació.
A la novel·la Hieros Gamos (Sagrada Unió) - Una confessió (2013), l'autora Lia Cacciari es va inspirar en l'exploració temàtica de Jung de la hierogàmia com una unió alquímica dels contraris, explicant una història entre germans que culmina en una unió incestuosa.

## La wicca
Un exemple modern de hierogàmia es troba a la religió Wicca, en què els participants es dediquen a allò que Gerald Gardner, el fundador del culte, va anomenar «Gran Ritu». Un home i una dona, assumint les identitats del déu banyut i la deessa, es comprometen en una unió sexual per celebrar la conjunció sagrada dels principis masculins i femenins oposats / complementaris de l'univers. En general, el ritu es realitza de forma simbòlica amb una daga situada sobre d'un calze litúrgic; l'acció que simbolitza és la unió del masculí amb la divinitat femenina en matrimoni o unió sagrada.
En la Wicca britànica tradicional, el Gran Ritu és realitza realment pel gran sacerdot i una sacerdotessa.